# Восход (Сахалинская область)
Восхо́д — село в Тымовском городском округе Сахалинской области России.

## География
Село находится на берегу реки Армуданка, на расстоянии 4 км к юго-западу от посёлка городского типа Тымовское, административного центра округа.

## История
В 1968 году указом Президиума Верховного Совета РСФСР посёлок Свиновод переименован в Восход.

## Население
| 1939 | 2002 | 2010 | 2013 | 2021 |
| ---- | ---- | ---- | ---- | ---- |
| 474  | ↗635 | ↘501 | ↘468 | ↘338 |

### Половой состав
Согласно результатам переписи 2002 года, в селе проживало 635 человек (306 мужчин и 329 женщин).

### Национальный состав
Согласно результатам переписи 2002 года, в национальной структуре населения русские составляли 94 % из 635 чел.

## Улицы
| - ул. Восточный, - ул. Гагарина, - ул. Заречная, - ул. Зелёная, - ул. Космическая, | - ул. Лесная, - ул. Молодёжная, - ул. Набережная, - ул. Новая, - ул. Подгорная, | - ул. Павлика Морозова, - ул. Советская, - ул. Терешковой, - ул. Центральная, - ул. Школьная. |